# Радово-Мале
Радово-Мале (пол. Radowo Małe, нім. Klein Raddow) — село в Польщі, у гміні Радово-Мале Лобезького повіту Західнопоморського воєводства.
Населення — 1115 осіб (2011).
У 1975-1998 роках село належало до Щецинського воєводства.

## Демографія
Демографічна структура станом на 31 березня 2011 року:
|          | Загалом | Допрацездатний вік | Працездатний вік | Постпрацездатний вік |
| -------- | ------- | ------------------ | ---------------- | -------------------- |
| Чоловіки | 537     | 106                | 400              | 31                   |
| Жінки    | 578     | 89                 | 374              | 115                  |
| Разом    | 1115    | 195                | 774              | 146                  |